# Kujalleq
Kujalleq (Jižní Grónsko, zastarale Kujatdlek) je kraj v Grónsku. Vznikl 1. ledna 2009, když se okresy Narsaq, Nanortalik a Qaqortoq sjednotily do kraje Kujalleq. Hlavním městem je Qaqortoq. Se svojí rozlohou je Kujalleq nejmenším krajem ze všech osad. Nachází se tu 14 osad, takže je to po Qaasuitsupu druhý kraj s největším počtem obyvatel v Grónsku. V roce 2017 tu žilo 6 692 obyvatel, přičemž téměř 88% obyvatel žije ve městech Qaqortoq, Narsaq a Nanortalik.

## Osady a města v kraji Kujalleq
1. Qaqortoq (3 100 obyvatel)
2. Narsaq (1 402 obyvatel)
3. Nanortalik (1 260 obyvatel)
4. Alluitsup Paa (234 obyvatel)
5. Narsarsuaq (133 obyvatel)
6. Aappilattoq (101 obyvatel)
7. Narsarmijit (79 obyvatel)
8. Eqalugaarsuit (63 obyvatel)
9. Tasiusaq (47 obyvatel)
10. Qassiarsuk (33 obyvatel)
11. Ammassivik (30 obyvatel)
12. Saarloq (29 obyvatel)
13. Igaliku (26 obyvatel)
14. Qassimiut (23 obyvatel)